# Bon Jovi - Slippery When Wet
Bon Jovi – Slippery When Wet är både en CD (se Slippery When Wet) och en DVD från den amerikanska rockgruppen Bon Jovi. Dvd:n innehåller förutom musikvideor intervjuer med gruppmedlemmarna.

## Dvd

### Musikvideor
1. Wild in the Streets
2. Livin' on a Prayer
3. You Give Love a Bad Name
4. Never Say Goodbye
5. Wanted Dead or Alive

### Live
1. Living on a Prayer, live från MTV Music Awards 1987.